# Pribojske Čelice
Pribojske Čelice (Servisch cyrillisch Прибојске Челице) is een plaats in de Servische gemeente Priboj. De plaats telt 142 inwoners (2002).